# 奧日吉夫
50°18′1″N 27°54′49″E / 50.30028°N 27.91361°E
奧日希夫（烏克蘭語：Ожгів），是烏克蘭北部的村落，隸屬日托米爾州的茲維亞赫爾區。該村面積8.68平方公里，海拔高度231米。2001年人口為24人，人口密度每平方公里2.77人。